# カウナス動物園
カウナス動物園（カウナスどうぶつえん、リトアニア語：Lietuvos zoologijos sodas、英語：Kaunas Zoo）は、リトアニアで運営されている唯一の動物園である。広さは15.9ha。カウナス南西部のオーク林の中にあり、約270種・2000匹の動物を展示している。
カウナス動物園は、1938年、動物学者タダス・イヴァナウスカスによって設立された。現在は資金不足のために施設を改装できない状態にある。

## ギャラリー

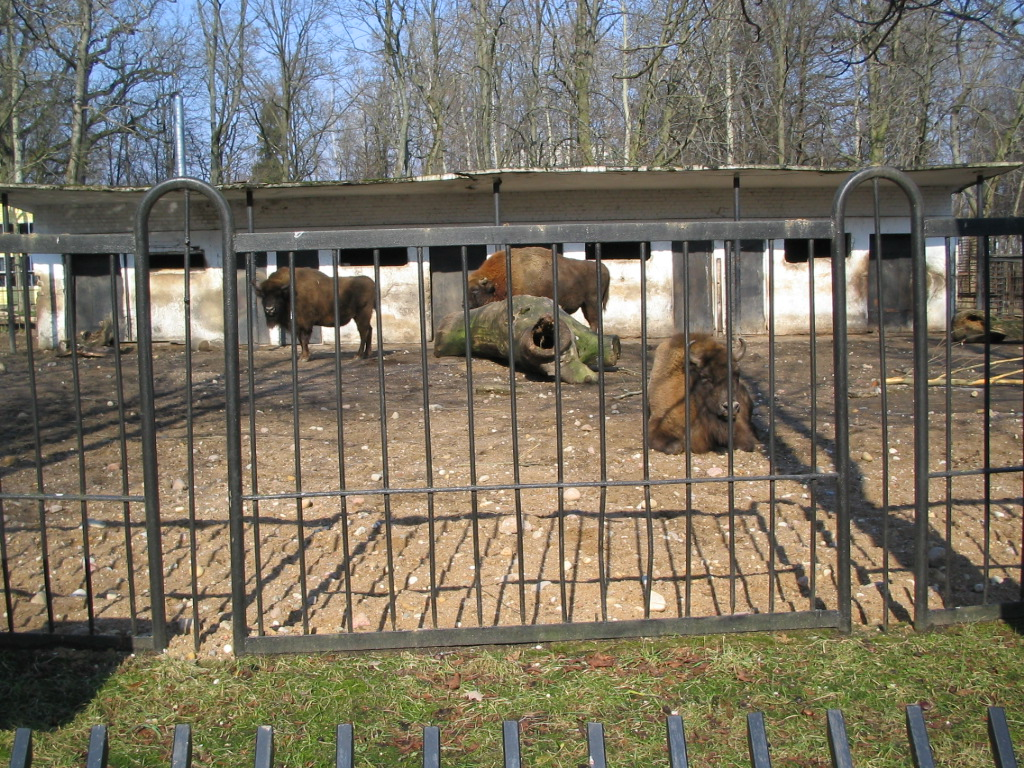
ヨーロッパバイソン
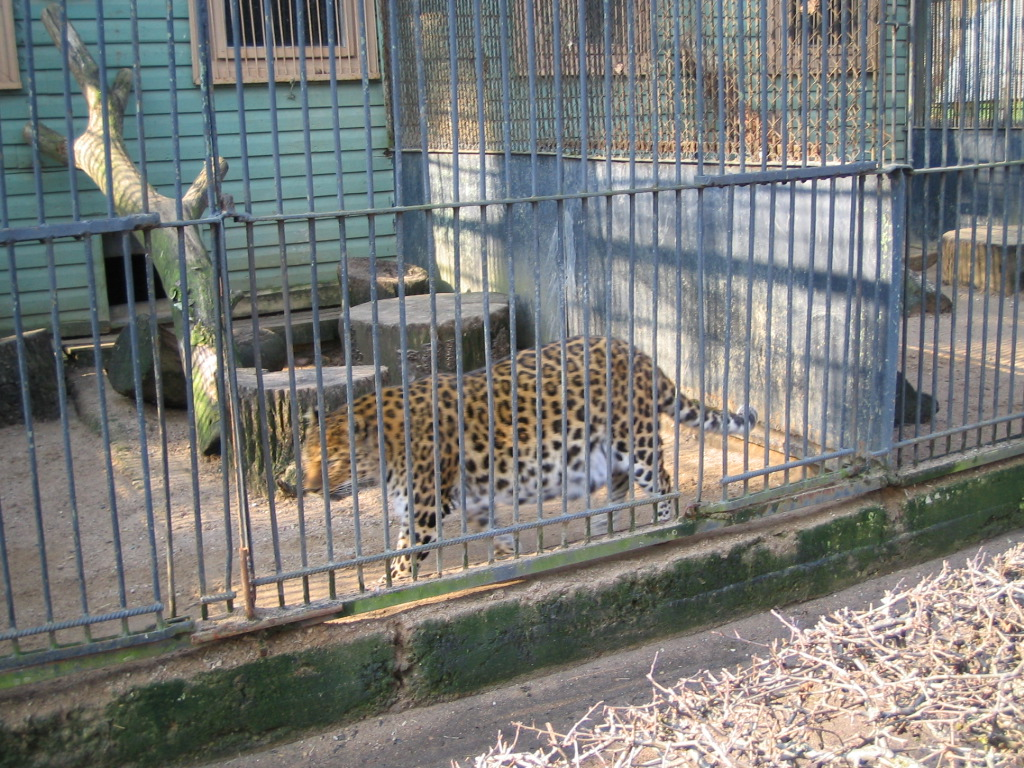
ヒョウ
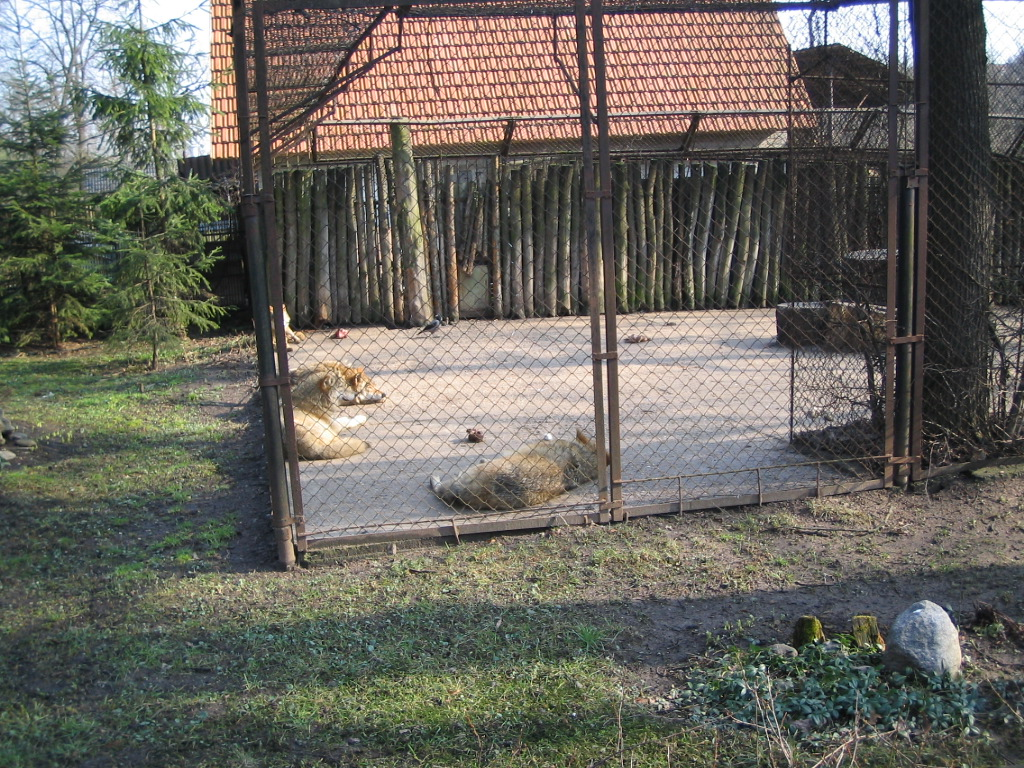
オオカミ
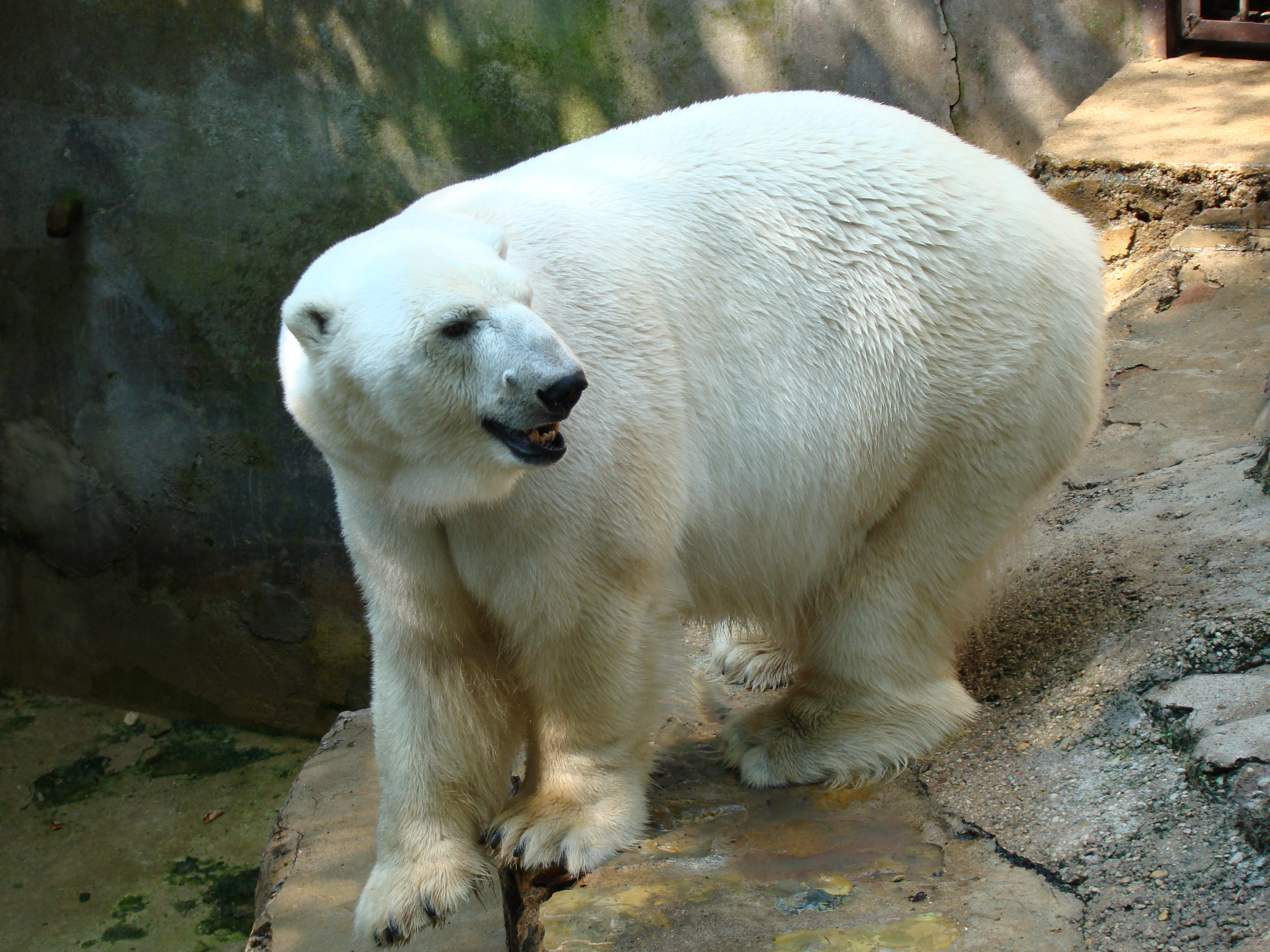
ホッキョクグマ
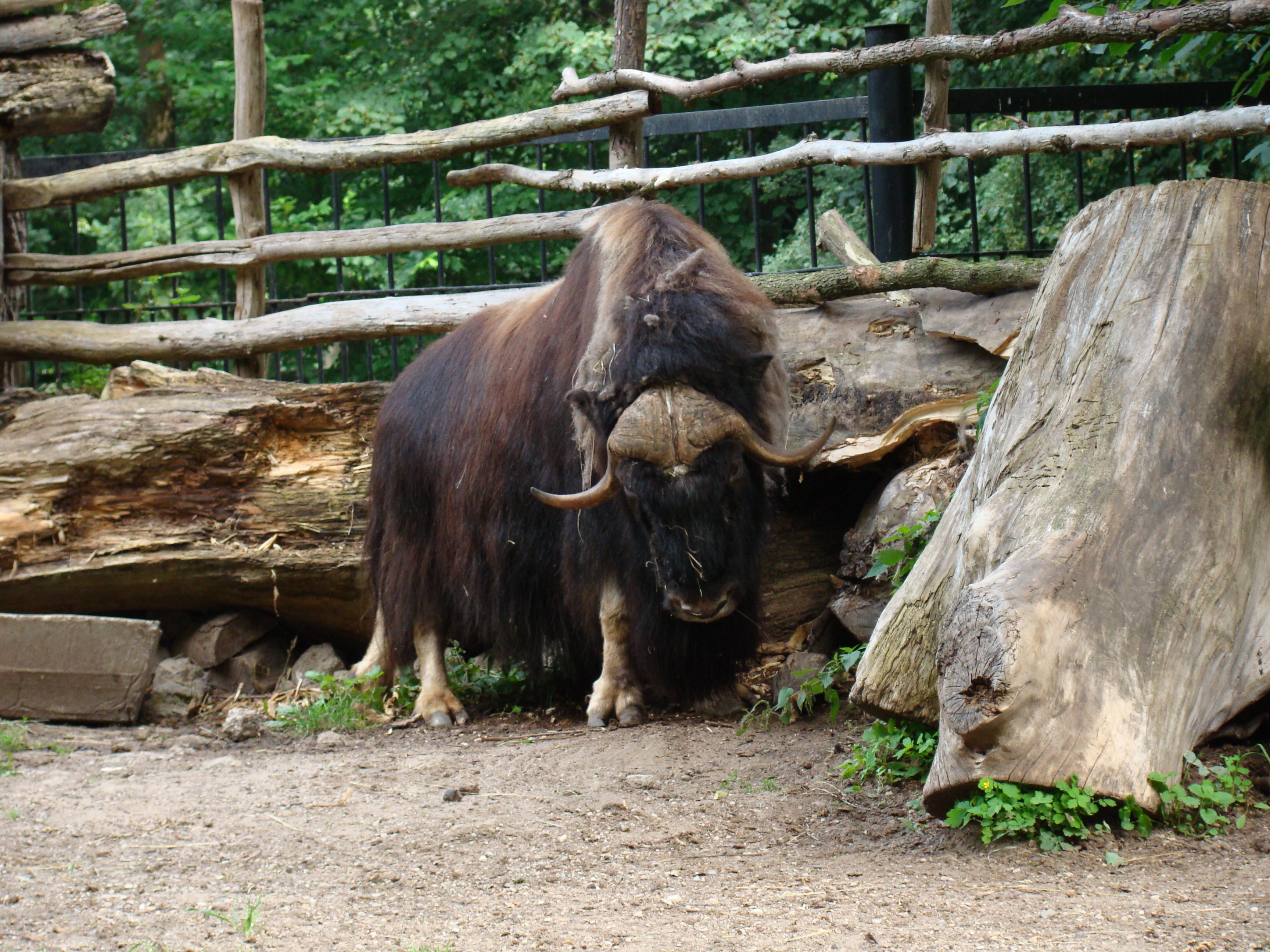
ジャコウウシ
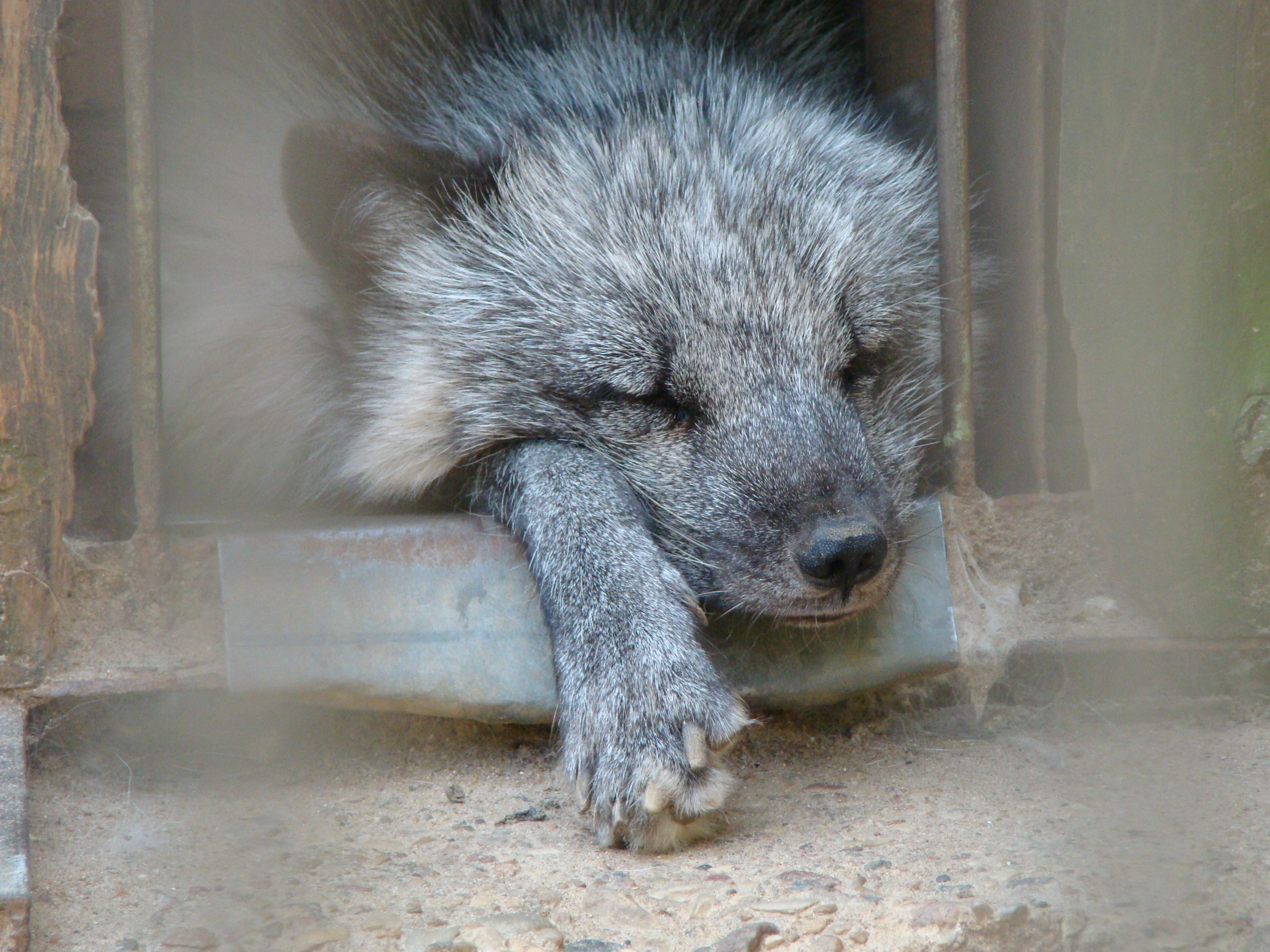
ホッキョクギツネ
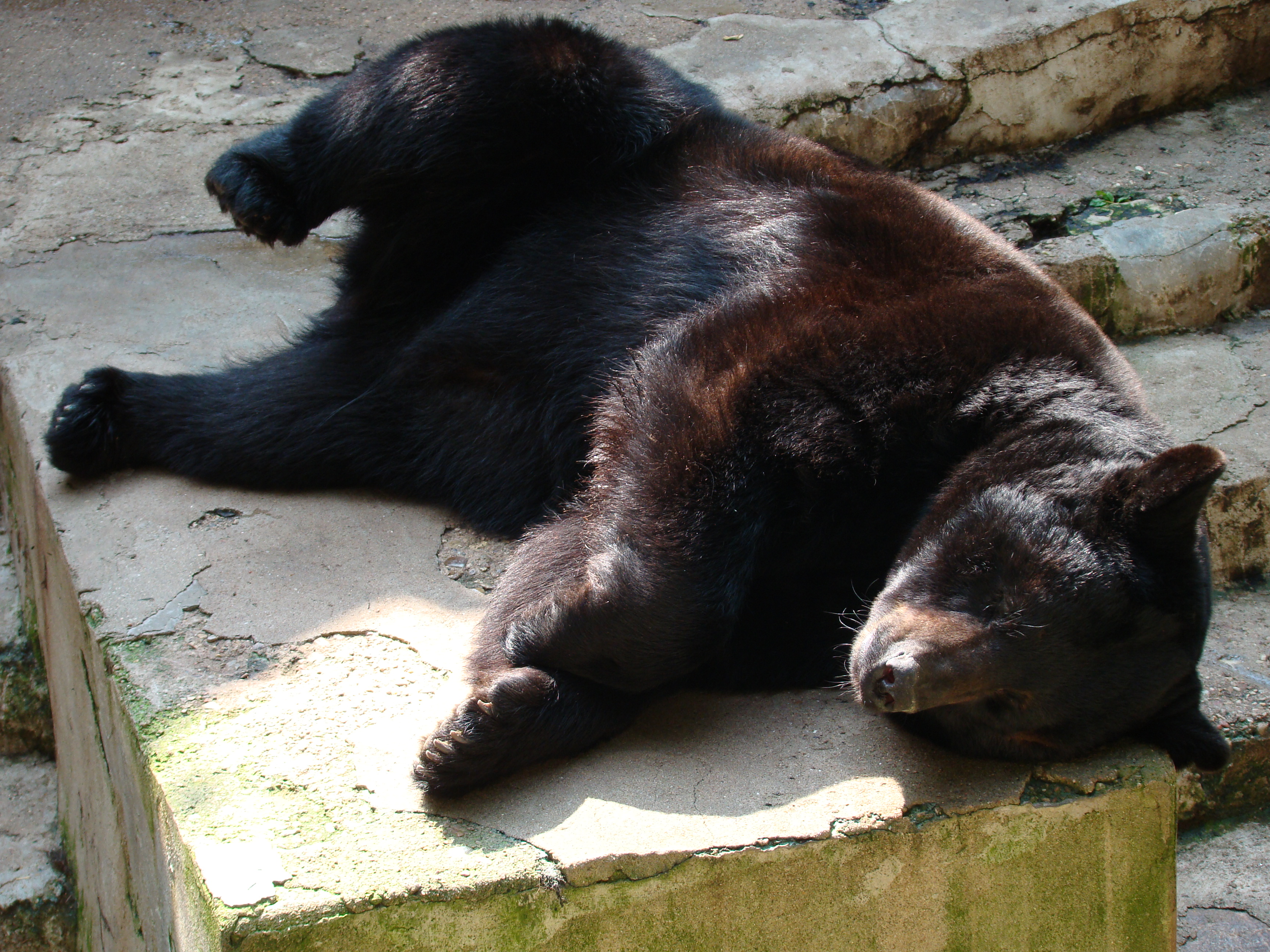
クマ
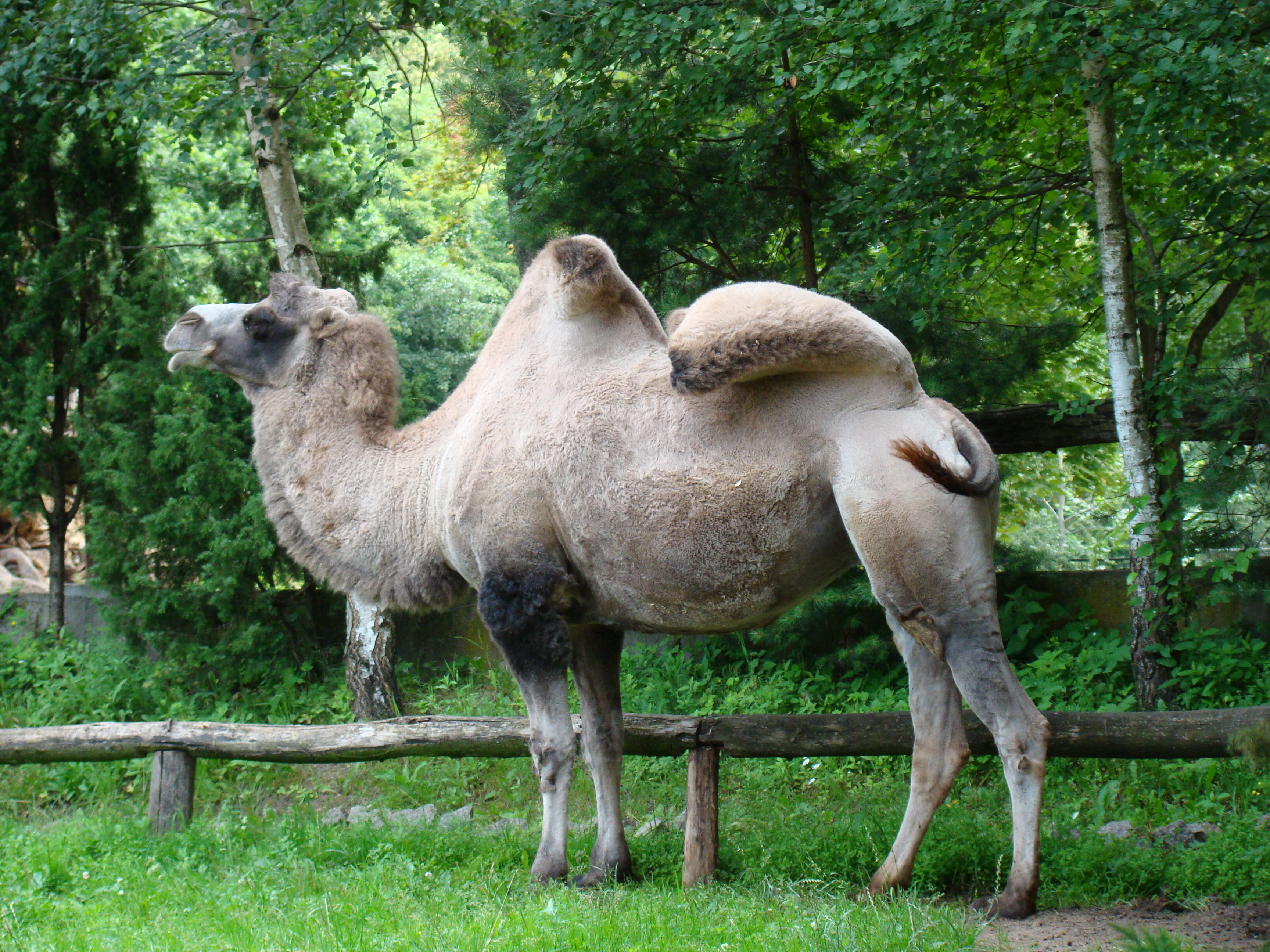
フタコブラクダ
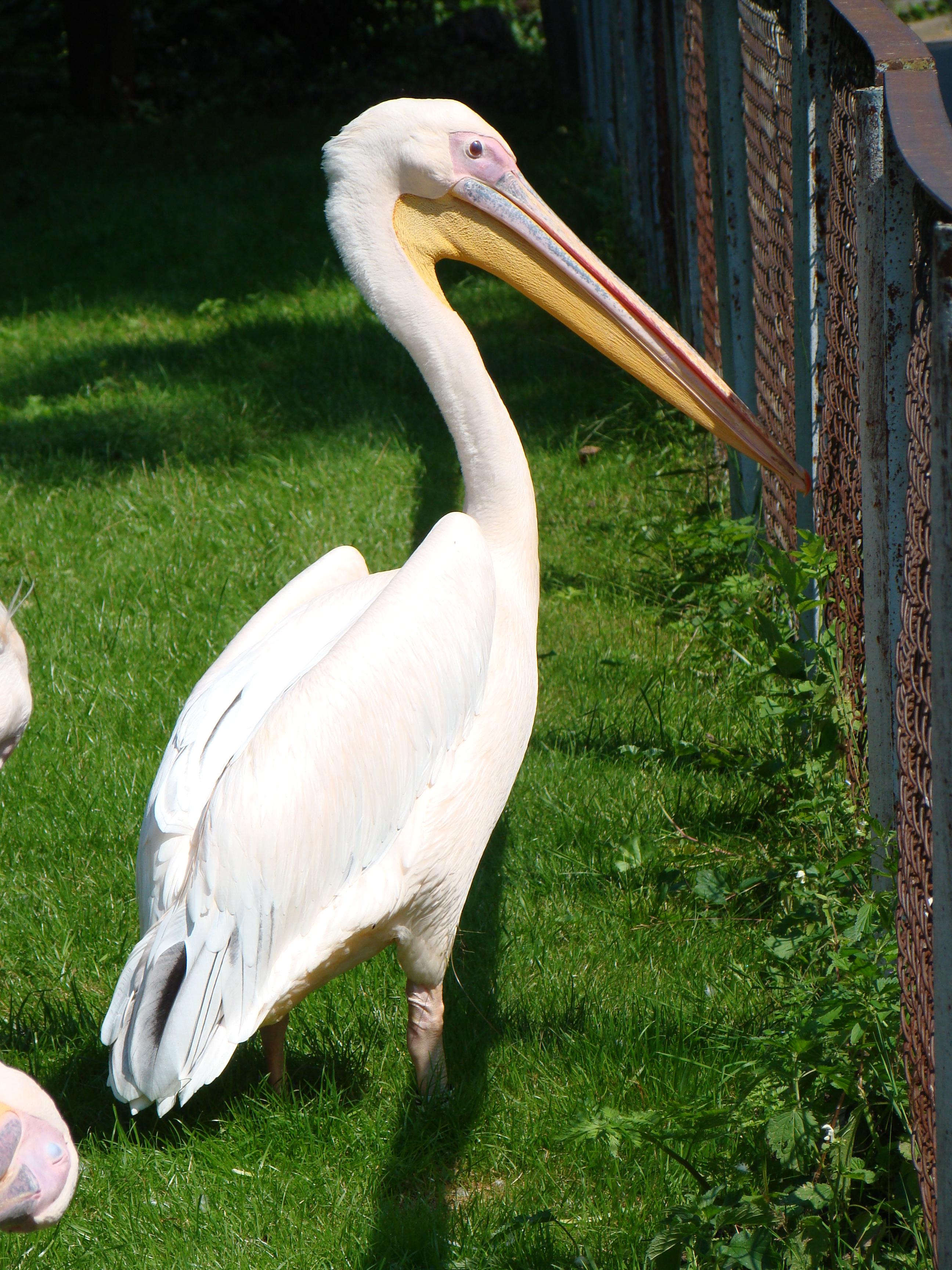
モモイロペリカン
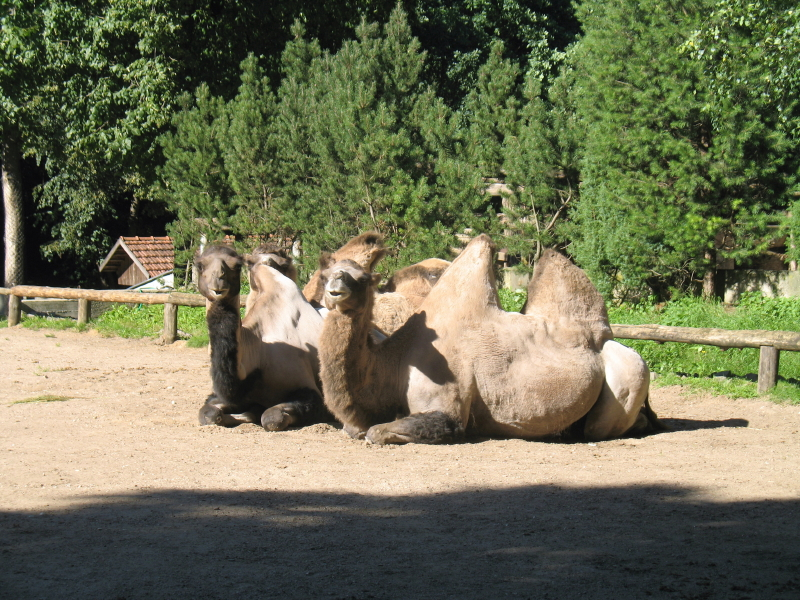
ラクダ